# Alburnus scoranza
Alburnus scoranza е вид лъчеперка от семейство Шаранови (Cyprinidae).

## Разпространение
Видът е разпространен в Албания, Северна Македония и Черна гора.